# Бычок-зебра
Бычок-зебра (лат. Zebrus zebrus) — вид лучепёрых рыб семейства бычковых (Gobiidae).

## Описание
Наибольшая длина особей до 55 мм, масса 1,3 г. Тело вальковатое, короткое, покрыто крупной ктеноидной чешуёй. Передняя часть спины и затылок до начала первого спинного плавника лишены чешуи. Голова крупная, несколько уплощённая. Нижняя челюсть выдается вперед. Рот небольшой, немного скошен вверх. Верхняя губа по бокам немного сужена. Передние ноздри имеют вид небольших трубочек, с отростком в верхней части. В первом спинном плавнике 5—7 колючих лучей; во втором — 1 колючий и 10—11 мягких, в анальном — 1 колючий и 7—10 мягких лучей. Общий фон окраски тела желтоватый с оливковым или серым оттенком. На боках тела имеется 6—7 сдвоенных красновато-коричневых полосок. Голова более яркая, красновато-коричневая, на щеках с мраморным рисунком из желтоватых пятнышек. Жёлтые полосы идут от нижнего края глаза вниз через угол рта и от заднего края глаза вниз через жаберную крышку. На затылке сзади от глаз имеется поперечная светлая или ярко-жёлтая полоска. Брюхо светлое, розовато-белое. Самцы в состоянии возбуждения и стресса имеют красновато-коричневую окраску с 5—6 двойными вертикальными размытыми тёмно-коричневыми полосами. Плавники с чередующимися светлыми и коричневыми извилистыми полосами. Спинные плавники более тёмные и ярко окрашенные. Окраска самок значительно бледнее, сероватого оттенка, полосы менее выражены, плавники полупрозрачные.

## Ареал
Вид распространён в Средиземном море кроме северного побережья Африки. В восточной Атлантике обитает у побережья Испании в южной части Пиренейского полуострова. В 2007 году одна неполовозрелая особь найдена в Чёрном море у побережья Турции в районе мыса Ясон. У берегов Крыма обнаружен в Севастопольской бухте на мидийных коллекторах, установленных у входного мола, где вид присутствовал начиная с 2009 года. В последующие годы обнаружен в Стрелецкой и Мартыновой бухтах Севастополя. Вид натурализовался в районе Крыма.

## Биология
Ведёт скрытый образ жизни. Обитает на глубинах до 10 м, встречается преимущественно у скалистых берегов, в приливной зоне, лагунах, среди россыпей камней. Территориальный вид, весьма агрессивен по отношению к особям своего вида и другим, близким по размеру рыбам. Половой зрелости достигает в 1 год. Сезон размножения длится с апреля по ноябрь. Питается мелкими беспозвоночными.